# Walter Krueger

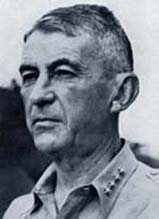
Walter Krueger

Walter Krueger (* 26. Januar 1881 in Flatow, Westpreußen; † 20. August 1967 in Valley Forge, Pennsylvania) war ein US-amerikanischer General deutscher Abstammung der US Army. Er führte die 6. US-Armee während des Pazifikkrieges.

## Leben

### Frühe Jahre
Krueger kam als Sohn des preußischen Obersts Julius O. H. Krüger und seiner Frau Anna Krüger (geb. Hasse) in der westpreußischen Stadt Flatow zur Welt und lebte dort bis zu seinem achten Lebensjahr. Nach dem Tod seines Vaters wanderte die Familie auf Betreiben seiner Mutter in die Vereinigten Staaten aus und kam vorerst bei einem in St. Louis wohnenden Verwandten unter. Die restliche Kindheit verbrachte Walter in Madison, US-Bundesstaat Indiana, wohin seine Mutter und sein Stiefvater zogen. Dort besuchte er unter anderem die Cincinnati Technical School.
Ursprünglich wollte Krueger Marineoffizier werden, verwarf diesen Gedanken jedoch aufgrund seiner besorgten Mutter wieder. So meldete er sich 1898 während des Spanisch-Amerikanischen Krieges freiwillig zum Dienst in der US Army und wurde im Rang eines Private ein Jahr lang auf Kuba stationiert. Später kämpfte er als Sergeant einer Infanterieeinheit im Philippinisch-Amerikanischen Krieg. 1901 wurde er als Second Lieutenant zum 30. US-Infanterieregiment versetzt.
1903 kehrte er nach Amerika zurück und besuchte die Infanterie und Kavallerie Schule (Abschluss 1906) und das General Staff College (Abschluss 1907) in Fort Leavenworth, Kansas. Während dieser Zeit lernte er George C. Marshall kennen, mit dem er seither befreundet war. Die nächsten Jahre verbrachte er mit diversen Einheiten auf den Philippinen.

### Erster Weltkrieg
1916 beteiligte sich Krueger an der Strafexpedition gegen den mexikanischen Revolutionär Pancho Villa unter General John J. Pershing. Nach dem Eintritt der Vereinigten Staaten in den Ersten Weltkrieg wurde er im Februar 1918 nach Frankreich versetzt, wo er als Stabsoffizier der 26th und später der 84th Infantry Division, sowie beim Tank Corps arbeitete. Gegen Kriegsende versah er seinen Dienst im Stab des VI. und IV. US-Korps, wo er auch die Beförderung zum Colonel erhielt.

### Zwischenkriegszeit
Es folgten einige Kurse an der United States Army Infantry School in Fort Benning, Georgia, und das kurzfristige Kommando über das in Camp Funston, Kansas, stationierte 55. US-Infanterieregiment. 1921 absolvierte er das United States Army War College, wo er auch einige Monate als Ausbilder tätig war. Von 1922 bis 1925 wurde er dem US-Generalstab zugeteilt, wo er seinen Dienst in der Abteilung für strategische Planung versah. Während dieser Zeit hielt er sich mehrfach in Deutschland auf und war hier ständiger Nutzer des Lesesaals im Reichsarchiv in Berlin und Potsdam. Sein deutliches Interesse galt hier den Akten zur Ausbildung von Offiziersnachwuchs und Heeresvorschriften über das Bildungswesen in den deutschen Streitkräften. Im Anschluss daran absolvierte er das Naval War College in Newport, Rhode Island, wo er auch von 1928 bis 1932 lehrte.
Nach dieser Lehrtätigkeit übertrug man Krueger das Kommando über das 6. US-Infanterieregiment in Jefferson Barracks, Missouri. Nach zwei Jahren wechselte er wieder in die Abteilung für strategische Planung, deren Chef er ab Mai 1936 wurde, gefolgt von der Beförderung zum Brigadier General im darauffolgenden Oktober.
Im Juni 1938 wurde er Kommandant der 16. US. Infanteriebrigade in Fort George G. Meade, Maryland. Die Beförderung zum Major General erhielt er im Februar 1939 und wurde kommandierender Offizier der 2nd Infantry Division in Fort Sam Houston im texanischen San Antonio, gefolgt vom Kommando über das VIII. US-Korps.
Im Mai 1941 wurde Krueger, der mittlerweile zum Lieutenant General ernannt wurde, Kommandant der 3. US-Armee und des Southern Defense Command, dessen Amt er über ein Jahr innehatte.

### Zweiter Weltkrieg

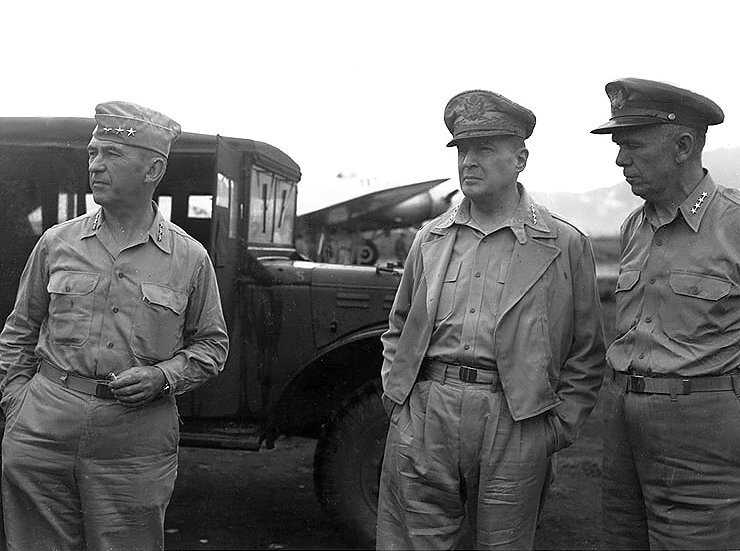
Lieutenant General Walter Krueger mit General Douglas MacArthur, Oberbefehlshaber der alliierten Streitkräfte im Südpazifik, und General George C. Marshall, Chief of Staff der US Army, in einem Camp auf Neuguinea, 1943 (von links nach rechts).

Auf Wunsch von General Douglas MacArthur wurde Walter Krueger im Februar 1943 mit dem Kommando der kürzlich in Australien aufgestellten 6. US-Armee betraut, der im Laufe des Krieges das I., X., XIV. und XXIV. US-Korps unterstanden. Seine Armee bekämpfte die Truppen des Japanischen Kaiserreiches im Rahmen der Operationen Cartwheel und Dexterity.
Am 28. November 1943 ließ Krueger auf Fergusson Island, Neuguinea die US 6th Army Special Reconnaissance Unit aufstellen, eine Einheit für Fernspähaufträge, die unter dem Namen „Alamo Scouts“ bekannt wurden. Kruegers sogenannte „Alamo Force“ kämpfte weiter auf dem Festland von Neuguinea (Juli–August 1944), eroberten im September '44 die Insel Morotai sowie die Inseln Leyte und Mindoro auf den Philippinen.
Am 9. Januar 1945 landete die Armee im Golf von Lingayén und startete somit die Befreiung der Hauptinsel Luzón.
Krueger wurde im März darauf zum Vier-Sterne-General befördert und bereitete seine Einheiten für die im Herbst startende Operation Downfall, also die Invasion des japanischen Mutterlandes, vor. Aufgrund der japanischen Kapitulation wurde dieser Plan verworfen und Kruegers Armee wurde zur Besatzungsarmee.

### Ruhestand
Im Januar 1946 wurde die 6. US-Armee aufgelöst und Krueger kurzzeitig zum Lieutenant General abgestuft. Trotzdem wurde er im darauffolgenden Juli im Range eines Vier-Sterne-Generals pensioniert.
Während einer Abschiedszeremonie hielt General MacArthur eine Ansprache, bei der er unter anderem folgendes über seinen Kollegen sagte:

“When the final pages of history are written, Walter Krueger will go down as the ablest Army commander of the war. You have been a peerless soldier, you have been a great leader and you have been a great friend.”

„Wenn die letzten Seiten der Geschichte geschrieben werden, wird Walter Krueger als der fähigste Armeekommandeur des Krieges in sie eingehen. Du bist ein unvergleichlicher Soldat und ein großartiger Anführer gewesen, du bist und bleibst mir ein guter Freund.“

Trotzdem kritisierte MacArthur seinen Freund, weil dessen Vorstöße meist zu langsam erfolgten. Er zog es sogar in Betracht Krueger zu ersetzen.
Krueger war nicht nur ein Experte in puncto Disziplin und Ausbildung, sondern auch ein renommierter Militärhistoriker und ein Gelehrter in militärischen Belangen. Er übersetzte und veröffentlichte zahlreiche deutschsprachige militärische Fachartikel. Seine Memoiren über seine Dienstzeit während des Zweiten Weltkrieges wurden 1953 veröffentlicht.
Walter Krueger starb am 20. August 1967 in Valley Forge, Pennsylvania und wurde in Sektion 30 des Nationalfriedhof Arlington neben seiner bereits 1956 verstorbenen Ehefrau Grace Aileen Norvell (* 1. Mai 1882; † 13. Mai 1956) beigesetzt. Das Paar heiratete am 11. September 1904 und hatte drei gemeinsame Kinder.

## Trivia
- Seine Tochter Dorothy Jane Krueger Smith (1913–1996) heiratete Colonel Aubrey Dewitt Smith (West Point Jahrgang 1930) der während des Krieges Kommandeur des 306. Infanterieregiments der 77th Infantry Division war, die wiederum während der Kämpfe auf Leyte der „Alamo Force“ unterstellt war. Sie wurde 1952 zu lebenslanger Haft verurteilt – später jedoch freigelassen –, weil sie ihren Mann während des Schlafes erstach. Zum Zeitpunkt der Tat hatte sie eine hohe Dosis des Sedativs Paraldehyd im Blut.[7]
- Seine Söhne Walter Krueger Jr. (1910–1997) und James Norvell Krueger (1905–1964) machten ebenfalls in der US Army Karriere.
- 1962 wurde die „Walter Krueger Middle School“ in San Antonio, Texas eröffnet.
- Im 2005 erschienenen Kriegsfilm The Great Raid mit Joseph Fiennes wurde General Walter Krueger durch den Schauspieler Dale Dye verkörpert. Dieser ehemalige Captain des United States Marine Corps spielte unter anderem auch Colonel Robert F. Sink in der Miniserie Band of Brothers – Wir waren wie Brüder.

## Auszeichnungen
Auswahl der Dekorationen, sortiert in Anlehnung der Order of Precedence of Military Awards:
- Distinguished Service Cross
- Army Distinguished Service Medal (3 x)
- Navy Distinguished Service Medal
- Legion of Merit

## Schriften
- From Down Under to Nippon: the Story of the 6th Army In World War II. ISBN 0-89201-046-0.